# Epiclerus plectroniae
Epiclerus plectroniae är en stekelart som först beskrevs av Jean Risbec 1952.  Epiclerus plectroniae ingår i släktet Epiclerus och familjen raggsteklar. Inga underarter finns listade i Catalogue of Life.